# Trajano de Moraes
Trajano de Moraes este un oraș în unitatea federativă Rio de Janeiro (RJ), Brazilia.